# 小行星2448
小行星2448（2448 Sholokhov）是一颗围绕太阳公转的小行星。1975年1月18日，柳德米拉·切爾尼赫在克里米亚发现了此天体。
該小行星以俄羅斯作家米哈伊爾·蕭洛霍夫命名。
这颗小行星的绝对星等为73.05239397412565等。